# Gaffron

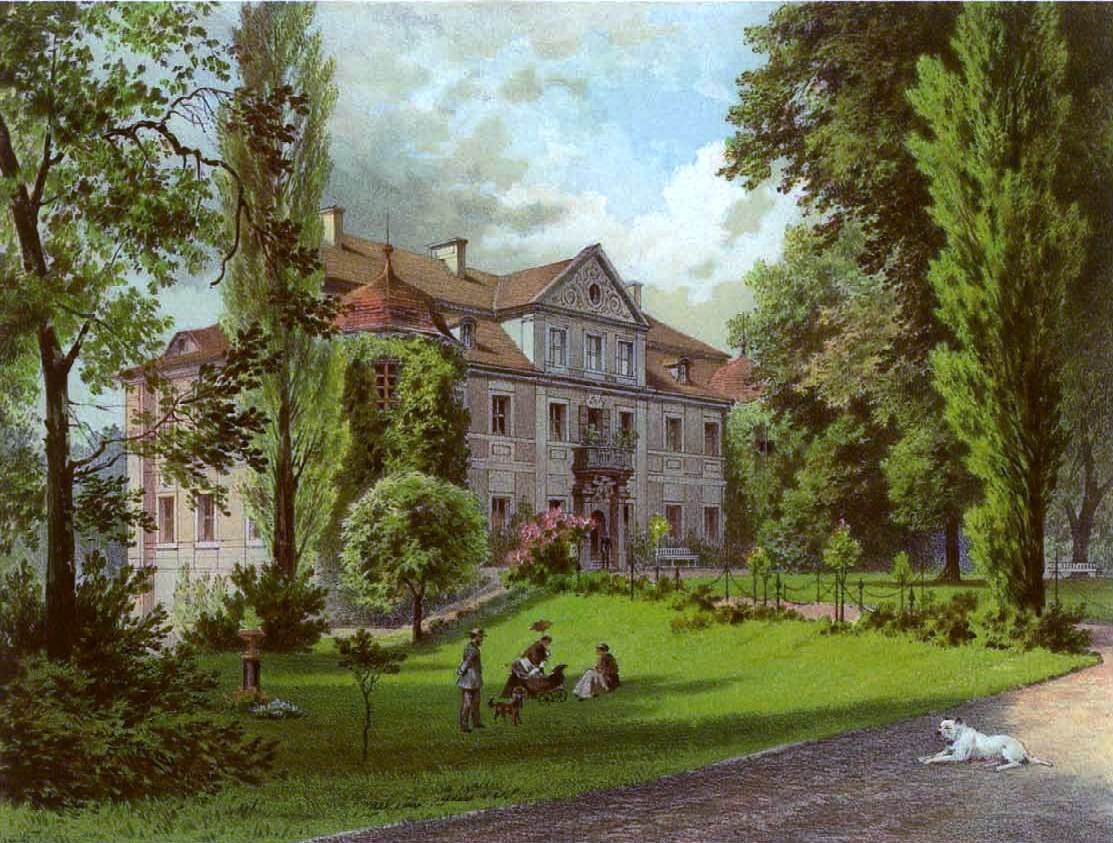
Slottet Gaffron

Gaffron var ett område i före detta tyska Schlesien som bestod av de tre riddargodsen Grossund-Gaffron, Klein-Gaffron och Beitkau-Gaffron. Tillsammans omfattades egendomen av cirka 4000 ha (2000 ha åkermark, 1400 ha skog och 600 ha vatten och övrig mark).
Gaffron utgör stamgods för ätten von Gaffron und Oberstradam. Enligt sägnen härstammar släkten från den uradliga släkten Gawronski med anor sedan tidig medeltid. En gren erhöll år 1329 förläningen Oberstradam av hertigen av Schlesien.
Slotten Gaffron kom att övergå till släkterna von Niebeischitz, von Schweinichen — som byggde nuvarande slott. Från 1780 till 1834 tillhörde Gaffron Greven von Schönaich-Carolatb, därefter gemensamt av medicinrådet Ebers och kapten/Hauptmann von Loeper. Året 1867 kom Gaffron till att tillhöra Conrad Freiherr von der Reck.

## Källa / Litteratur
- Polnisches Stammwappen – Ihre Geschichte und Ihre Sagen, Emillian von Zernecki-Szeliga, Hamburg 1904.